# With or Without You (film, 1992)
Pour plus de détails, voir Fiche technique et Distribution.
With or Without You (明月照尖東, Ming yuet chiu Zim Dung) est un film d'action hongkongais réalisé par Taylor Wong et sorti en 1992 à Hong Kong. En raison de la popularité du personnage joué par Jacky Cheung, Prince, une préquelle au film, intitulée No More Love, No More Death, sort l'année suivante.
Il totalise 9 601 534 HK$ de recettes au box-office.

## Synopsis
L'officier de police Ming (Leon Lai) rencontre Tweedy (Rosamund Kwan) dans la rue et tombe amoureux d'elle. Il la suit dans le bar où elle travaille pour la séduire, sous prétexte de l'interroger. Plus tard, quand il rompt avec sa petite amie, il se rend au bar de Tweedy où ils discutent tous les deux avant qu'il ne se saoule et laisse tomber accidentellement son pistolet qu'il égare. Heureusement, il reçoit un tuyau concernant une vente d’armes à feu entre Chiu, informateur de Ming (Yu Kwok-lok), et le chef de la triade, Mute (Anthony Cho). Chiu découvre alors que Tweedy est une complice de Mute et la suit, ce qui attire l'attention de Ming. Quand Chiu dit à Ming que son pistolet est caché dans la salle de bain de Mute, Ming aperçoit Tweedy à l'extérieur de la salle de bain, lui faisant croire à tort qu'elle est impliquée dans l'affaire. Mais lorsque Ming ne trouve pas son arme dans la pièce, il se rend au bar à la recherche de Tweedy, au grand dam de son patron, Tung (John Ching). Sur place, Mute tire sur Chiu et le tue, et Ming le poursuit avant de le perdre. Sur la scène du meurtre, il découvre qu'il est impossible de retrouver la balle et pendant qu'il la recherche, Tweedy l'a en fait remise à Tat (Ng Man-tat). Lorsque Mute découvre que Ming est sur le point d'arrêter Tweedy, il se livre à lui et lui dit où se trouve son arme. Après l'avoir finalement retrouvé, Ming reçoit des nouvelles du tueur à gage de la triade, Prince (Jacky Cheung), de retour à Hong Kong. En fouillant dans ses fichiers, Ming découvre que Tweedy est la petite amie de Prince. Celui-ci se rend au bar de Tweedy, où, à ce moment-là, Tung provoque un scandale et harcèle une femme. Dans le même temps, Ming arrive également pour offrir un cadeau d'anniversaire à Tweedy, ce qui énerve Prince lorsqu'elle choisit Ming à sa place. Utilisant les explosifs qu'il porte sur lui, Jacky menace Ming puis parvient à s'échapper de la police en utilisant des otages. Il part alors dans sa voiture de sport avec Tweedy. Ming pourchasse Prince et une fusillade s'ensuit entre eux. Plus tard, pendant la fuite de Prince, il est acculé sur les docks et encerclé par la police. Lorsqu'il réalise à quel point Tweedy est maintenant profondément amoureuse de Ming, il se suicide en se jetant à la mer.

## Fiche technique
- Titre original : 明月照尖東
- Titre international : With or Without You
- Réalisation : Taylor Wong
- Scénario : Lam Kee-to et Lam Chiu-wing
- Photographie : Herman Yau
- Musique : Tats Lau
- Production : Richard Cheung
- Société de production : Carianna Film & Entertainment Production
- Société de distribution : Golden Princess Film Production
- Pays d'origine :  Hong Kong
- Langue originale : cantonais
- Format : couleur
- Genre : action et policier
- Durée : 86 minutes
- Dates de sortie :
  -  Hong Kong : 21 mai 1992

## Distribution
- Leon Lai : Ming
- Jacky Cheung : Prince
- Rosamund Kwan : Tweedy
- Ng Man-tat : Tat
- Margaret Lee : Sœur Ha
- John Ching : Tung
- Yu Kwok-lok : Chiu
- James Ha : un homme de main de Tung
- Anthony Cho : Mute
- Chan Tat-kwong : un homme de main de Tung
- Kong Miu-deng : un homme de main de Tung
- Yip San : la petite amie de Ming
- Jacky Cheung Chun-ming : un gangster
- Fan Chin-hung : un gangster
- Chan Wai-to : un gangster